# Бронепалубные крейсера типа «Гейзер»
Бронепалубные крейсера типа «Гейзер» — тип бронепалубных крейсеров ВМС Дании. Фактически представляли собой промежуточный тип между крейсером и канонерской лодкой. Построено 2 единицы: «Гейзер» (дат. Gejser) и «Хеймдаль» (дат. Heimdal ). Проект был разработан на основе крейсера «Гекла». Отличался, в основном, составом артиллерии главного калибра.

## Служба

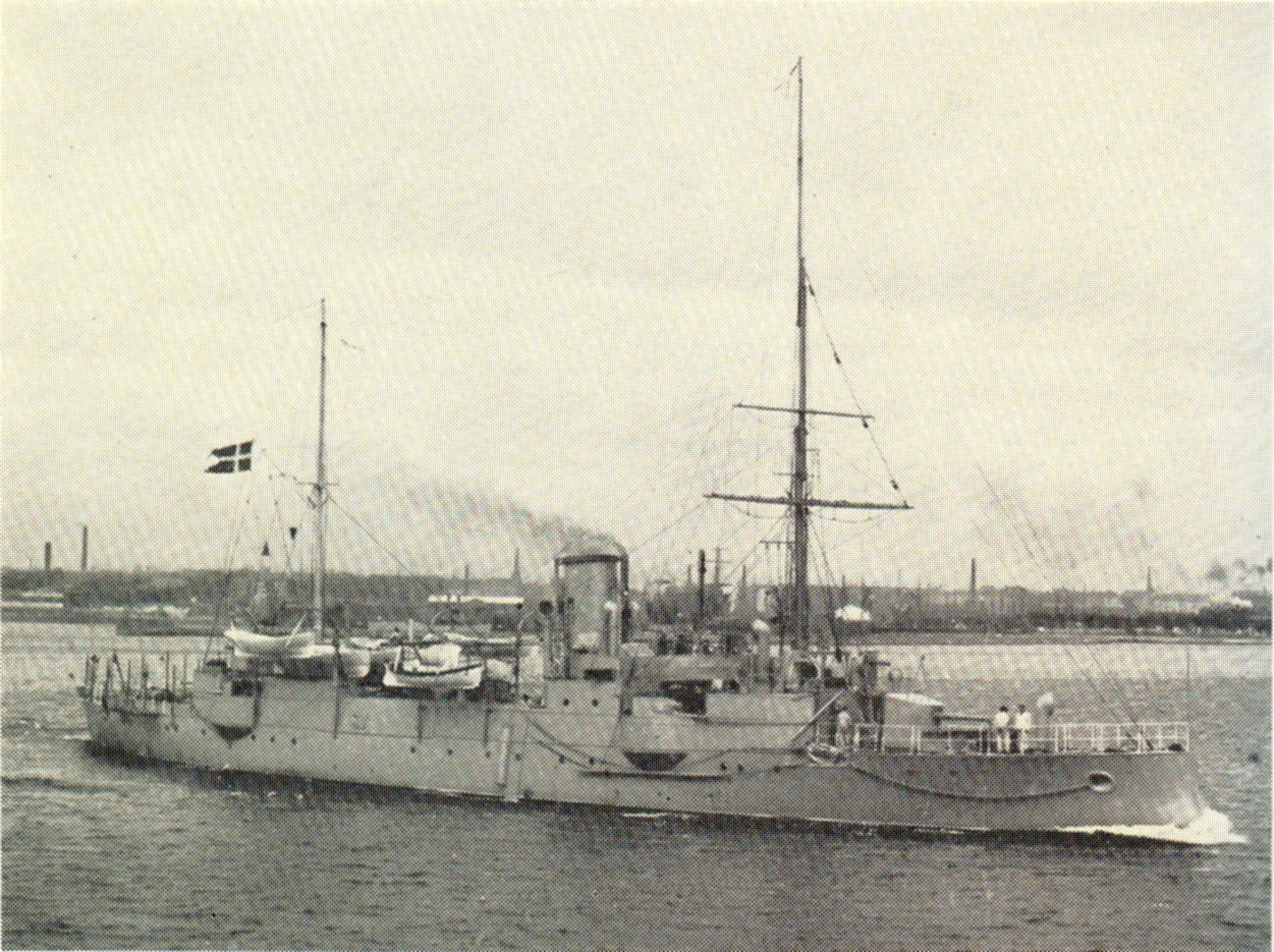
Крейсер «Хеймдаль». 1906 г.

|          | заложен    | спущен          | вступил в строй | судьба                 |
| -------- | ---------- | --------------- | --------------- | ---------------------- |
| Гейзер   | нет данных | 5 июля 1892     | 8 мая 1893      | Списан 29 марта 1928   |
| Хеймдаль | нет данных | 30 августа 1894 | 1895            | Списан 22 октября 1930 |